# Nordvallselen
Nordvallselen eller Nordvidsälen är en fäbodvall som ligger 15 kilometer nordväst om Malung, 5 kilometer väster om Malungsfors, i Malung-Sälens kommun i Dalarna vid Niställingens nordöstra ända.
Fäboden har ett långsträckt utsträckning längs Nordvallselbergets sydsluttning. Vid stranden finns ett antal båthus. Förutom modernare byggnader finns en välbevarad ryggåsstuga. Berättelser om vittror har förekommit vid Nordvallselen, och folket i fäboden har berättat sig höra ljudet av djur som drivits genom fäboden utan att några sådana kunnat ses.
1958 fanns ännu fyra bebodda fäbodstugor i Nordvallselen. Fäboden nyttjades så sent som på 1950-60-talet av 5-6 hushåll från Malungsfors som använde fäbodvallen till sommarbete för sina kor och andra kritter. Fäboden används i dag enbart som fritidshusområde.